# Magny-Saint-Médard
Magny-Saint-Médard település Franciaországban, Côte-d’Or megyében. Lakosainak száma 339 fő (2022. január 1.). Magny-Saint-Médard Tanay, Savolles, Arceau, Beire-le-Châtel, Belleneuve és Mirebeau-sur-Bèze községekkel határos.

## Népesség
A település népességének változása:
| Lakosok száma | 224  | 217  | 209  | 224  | 285  | 299  | 311  | 316  | 315  | 339  |
|               | 1968 | 1982 | 1990 | 2006 | 2013 | 2015 | 2017 | 2019 | 2020 | 2022 |